# Tercer Gobierno Costa
El Tercer Gobierno Costa fue el vigésimo tercer gobierno de Portugal, formado a partir de los resultados de las elecciones legislativas del 30 de enero de 2022, que eligieron la XV Legislatura de la Tercera República Portuguesa. Era un gobierno de mayoría absoluta.

## Apoyo parlamentario
| Cámara                               | Candidato        | Fecha                                                    | Voto |     |    |    |   |   |   |   |   | Total   |
| ------------------------------------ | ---------------- | -------------------------------------------------------- | ---- | --- | -- | -- | - | - | - | - | - | ------- |
| Asamblea de la República de Portugal | António Da Costa | 23 de febrero de 2022 Mayoría simple requerida (116/230) | Sí   | 120 |    |    |   |   |   |   |   | 120/230 |
| Asamblea de la República de Portugal | António Da Costa | 23 de febrero de 2022 Mayoría simple requerida (116/230) | No   |     | 77 | 12 | 8 | 6 | 5 | 1 | 1 | 110/230 |
| Asamblea de la República de Portugal | António Da Costa | 23 de febrero de 2022 Mayoría simple requerida (116/230) | Abs. |     |    |    |   |   |   |   |   | 0/75    |

## Composición
| Gabinete Costa III | Gabinete Costa III  | Gabinete Costa III                                                                         | Gabinete Costa III                     | Gabinete Costa III |
| ------------------ | ------------------- | ------------------------------------------------------------------------------------------ | -------------------------------------- | ------------------ |
| Partido político   |                     | Partido Socialista                                                                         | Partido Socialista                     | Partido Socialista |
| Partido político   | Independiente       |                                                                                            |                                        |                    |
| Retrato            | Nombre              | Nombre                                                                                     | Cargo                                  | Ref.               |
| Primer ministro    |                     |                                                                                            |                                        |                    |
|                    |                     | António Costa                                                                              | Primer ministro de Portugal            | [ 1 ]              |
| Ministros          |                     |                                                                                            |                                        |                    |
|                    |                     | Mariana Vieira da Silva                                                                    | Ministra de la Presidencia             | [ 2 ]              |
|                    | João Gomes Cravinho | Ministro de Relaciones Exteriores                                                          | [ 3 ]                                  |                    |
|                    |                     | Helena Carreiras                                                                           | Ministra de Defensa Nacional           | [ 4 ]              |
|                    |                     | José Luís Carneiro                                                                         | Ministro de Administración Interna     | [ 5 ]              |
|                    |                     | Catarina Sarmento e Castro                                                                 | Ministra de Justicia                   | [ 6 ]              |
|                    |                     | Fernando Medina                                                                            | Ministro de Finanzas                   | [ 7 ]              |
|                    | Ana Catarina Mendes | Ministra de Asuntos Parlamentarios                                                         | [ 8 ]                                  |                    |
|                    |                     | António Costa Silva                                                                        | Ministro de Economía y Mar             | [ 9 ]              |
|                    | Pedro Adão e Silva  | Ministro de Cultura                                                                        | [ 10 ]                                 |                    |
|                    | Elvira Fortunato    | Ministra de Ciencia, Tecnología y Educación Superior                                       | [ 11 ]                                 |                    |
|                    |                     | João Costa                                                                                 | Ministro de Educación                  | [ 12 ]             |
|                    | Ana Mendes Godinho  | Ministra de Trabajo, Solidaridad y Seguridad Social                                        | [ 13 ]                                 |                    |
|                    | Marta Temido        | Ministro de Salud                                                                          |                                        |                    |
|                    | Manuel Pizarro      | Ministro de Salud                                                                          | [ 14 ]                                 |                    |
|                    | Duarte Cordeiro     | Ministro de Medio Ambiente y Acción Climática                                              | [ 15 ]                                 |                    |
|                    | Pedro Nuno Santos   | Ministro de Infraestructura y Vivienda (2022-2023) Ministro de Infraestructura (2022-2023) | [ 16 ]                                 |                    |
|                    | João Galamba        | Ministro de Infraestructura y Vivienda (2022-2023) Ministro de Infraestructura (2022-2023) |                                        |                    |
|                    |                     | Ana Abrunhosa                                                                              | Ministra de Cohesión Territorial       | [ 17 ]             |
|                    |                     | Maria do Céu Antunes                                                                       | Ministra de Agricultura y Alimentación | [ 18 ]             |
|                    | Marina Gonçalves    | Ministra de Vivienda                                                                       |                                        |                    |